# Szálaskalapú pókhálósgomba
A szálaskalapú pókhálósgomba (Cortinarius glaucopus) a pókhálósgombafélék családjába tartozó, Európában és Észak-Amerikában honos, fenyvesekben és lombos erdőkben élő, ehető gombafaj. 

## Megjelenése
A szálaskalapú pókhálósgomba kalapja  5-10 cm széles, alakja fiatalon domború, később széles domborúan vagy majdnem laposan kiterül. Színe változatos: okker-, rozsdabarnás, olívsárgás vagy olívzöldes árnyalattal; a széle világosabb lehet. Felülete fiatalon nyálkás; közepén sima, a széle felé selymes, benőtten, sugarasan szálas.
Húsa fehéres vagy sárgás, a tönk csúcsában és a lemezeknél halványibolyás lehet. Íze és szaga nem jellegzetes.
Közepesen sűrű lemezei tönkhöz nőttek, néha kis fogacskával. Színük fiatalon kékes, lilás, majd fokozatosan agyag- vagy rozsdabarnára sötétednek. 
Tönkje 4-10 cm magas és max. 3 cm vastag. Töve gyengén peremesen gumós lehet. Színe fiatalon halványkékes, majd okkeres. 
Spórapora rozsdabarna. Spórája ellipszoid vagy némileg mandulaformájú, kissé rücskös, mérete 6-10 x 4-5,5 µm. 

### Hasonló fajok
A lilás pókhálósgomba, az ibolyáskék pókhálósgomba, a lilásperemű pókhálósgomba vagy a bükkös pókhálósgomba hasonlíthat hozzá.  

## Elterjedése és termőhelye
Európában és Észak-Amerikában honos. Magyarországon gyakori.
Fenyvesekben vagy lombos erdőkben él, inkább savanyú talajon. Júliustól novemberig. 
Ehető, de mivel könnyű összetéveszteni nem ehető vagy mérgező rokonaival, gyűjtése nem ajánlott. 

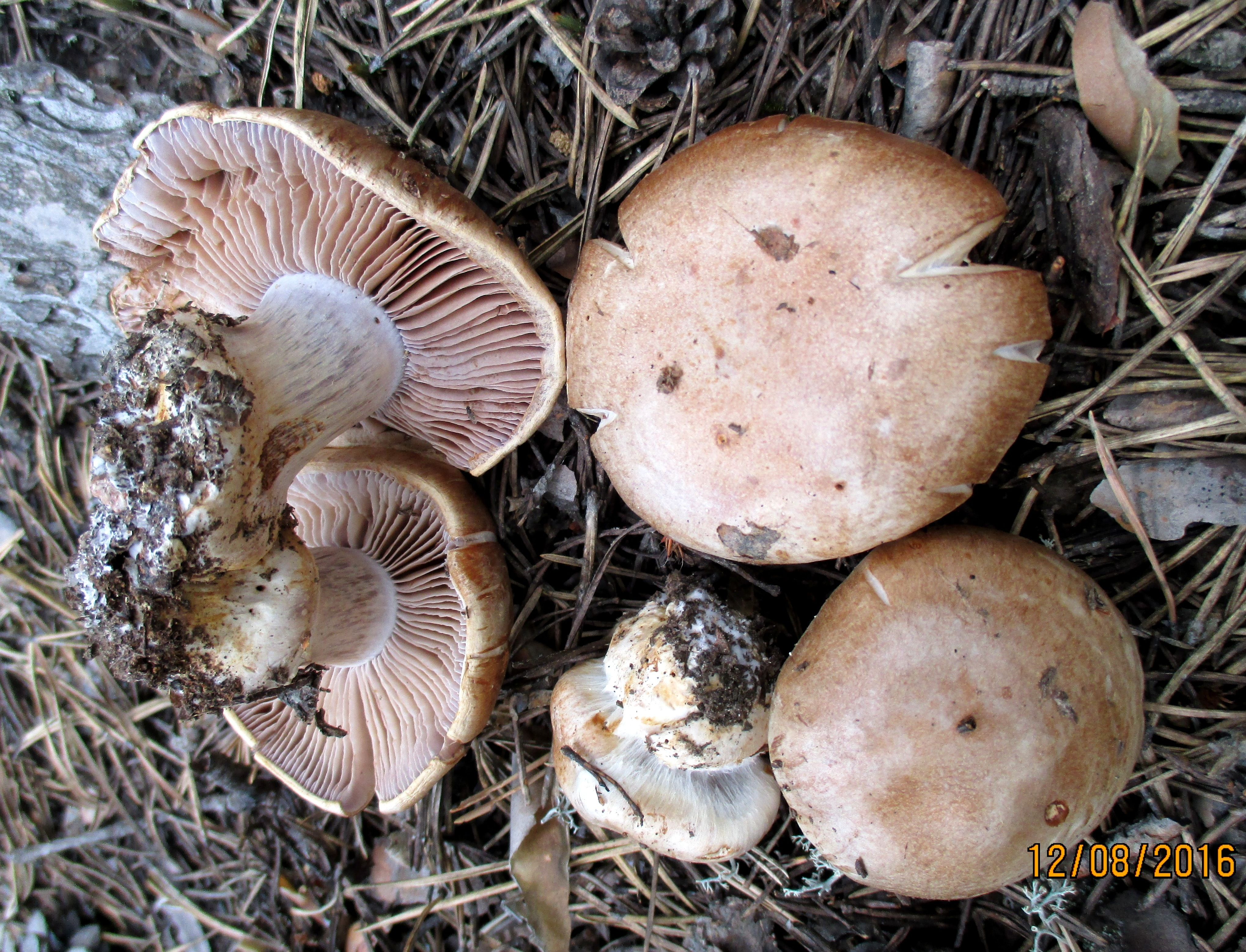
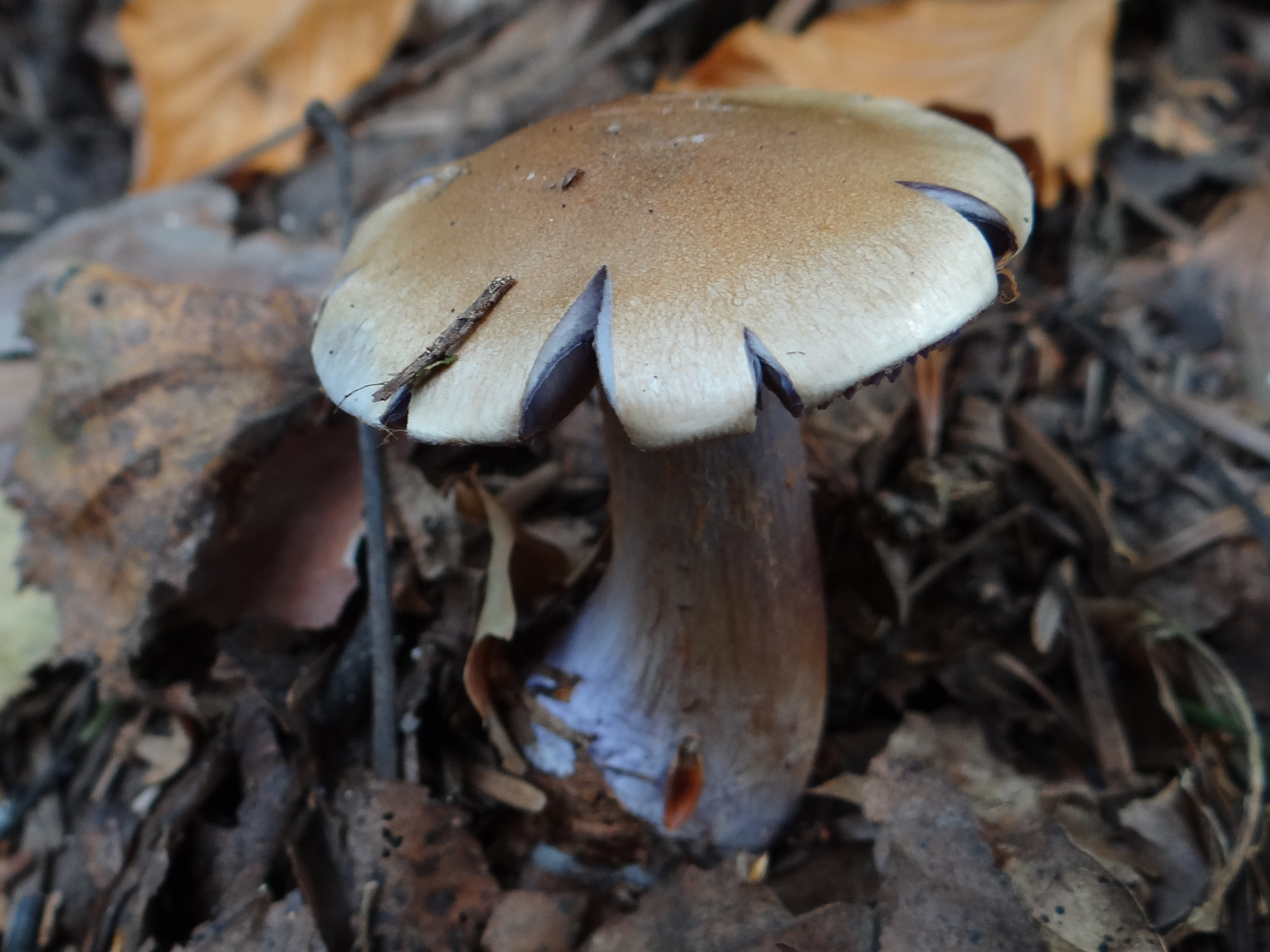
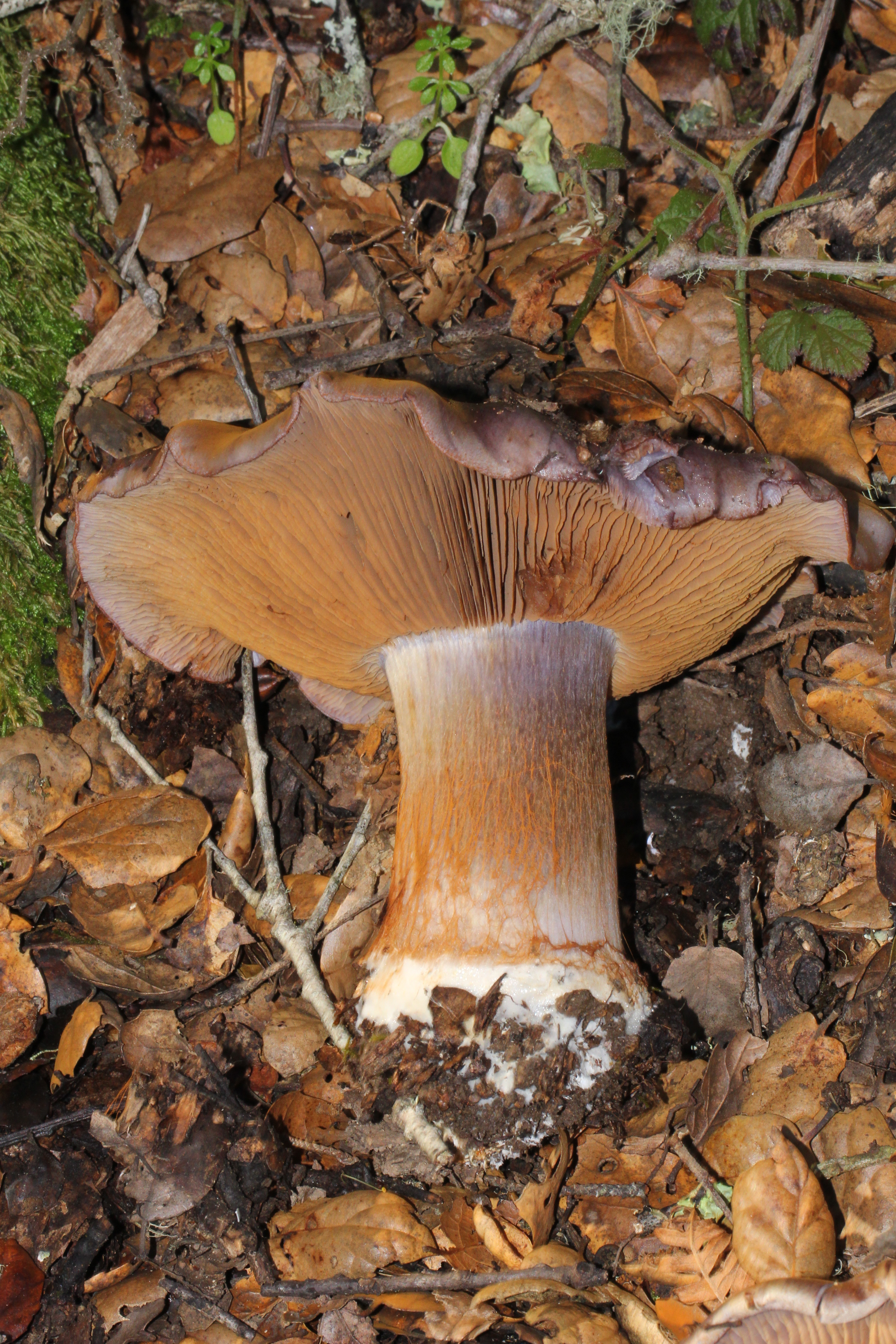
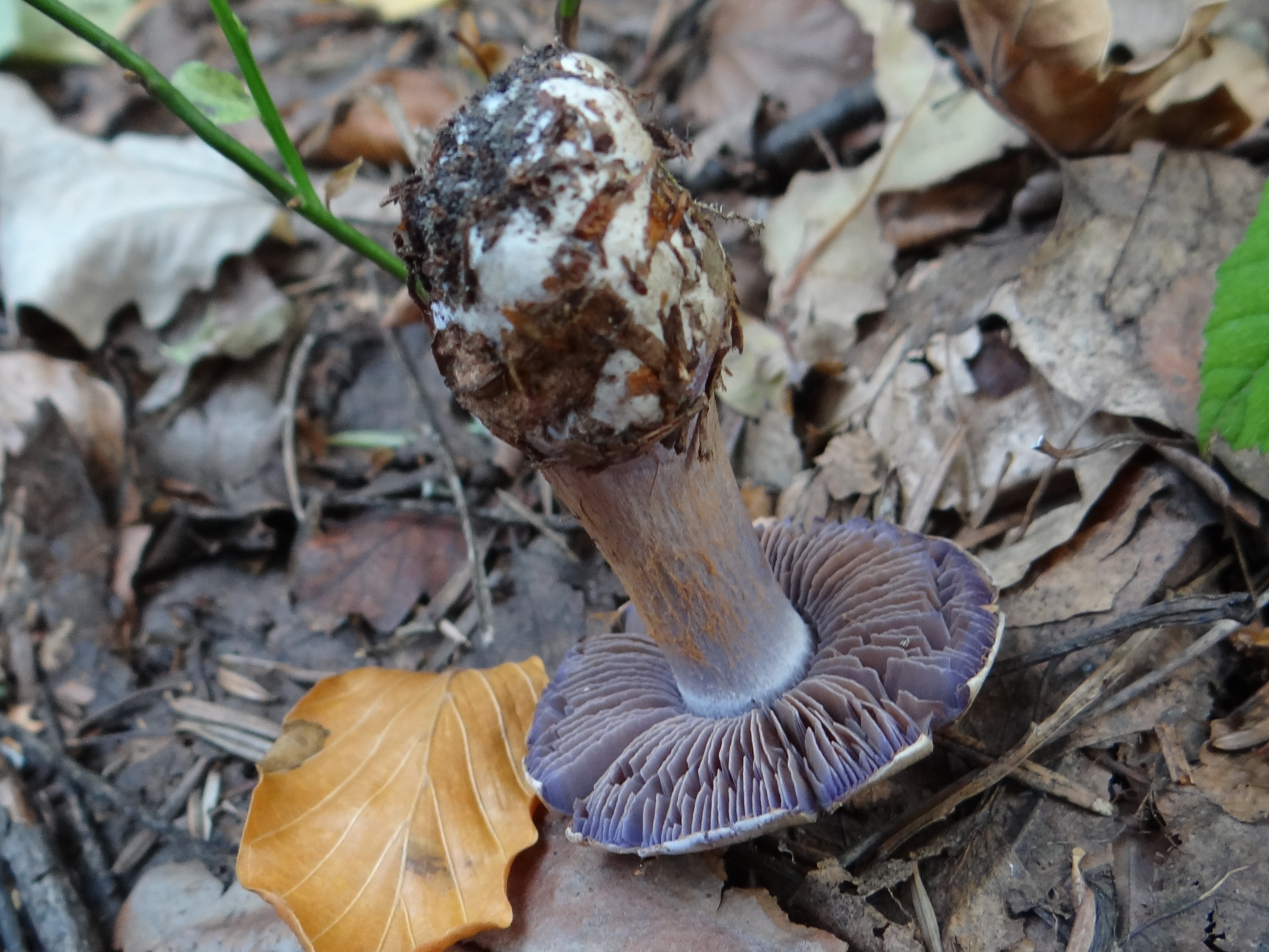
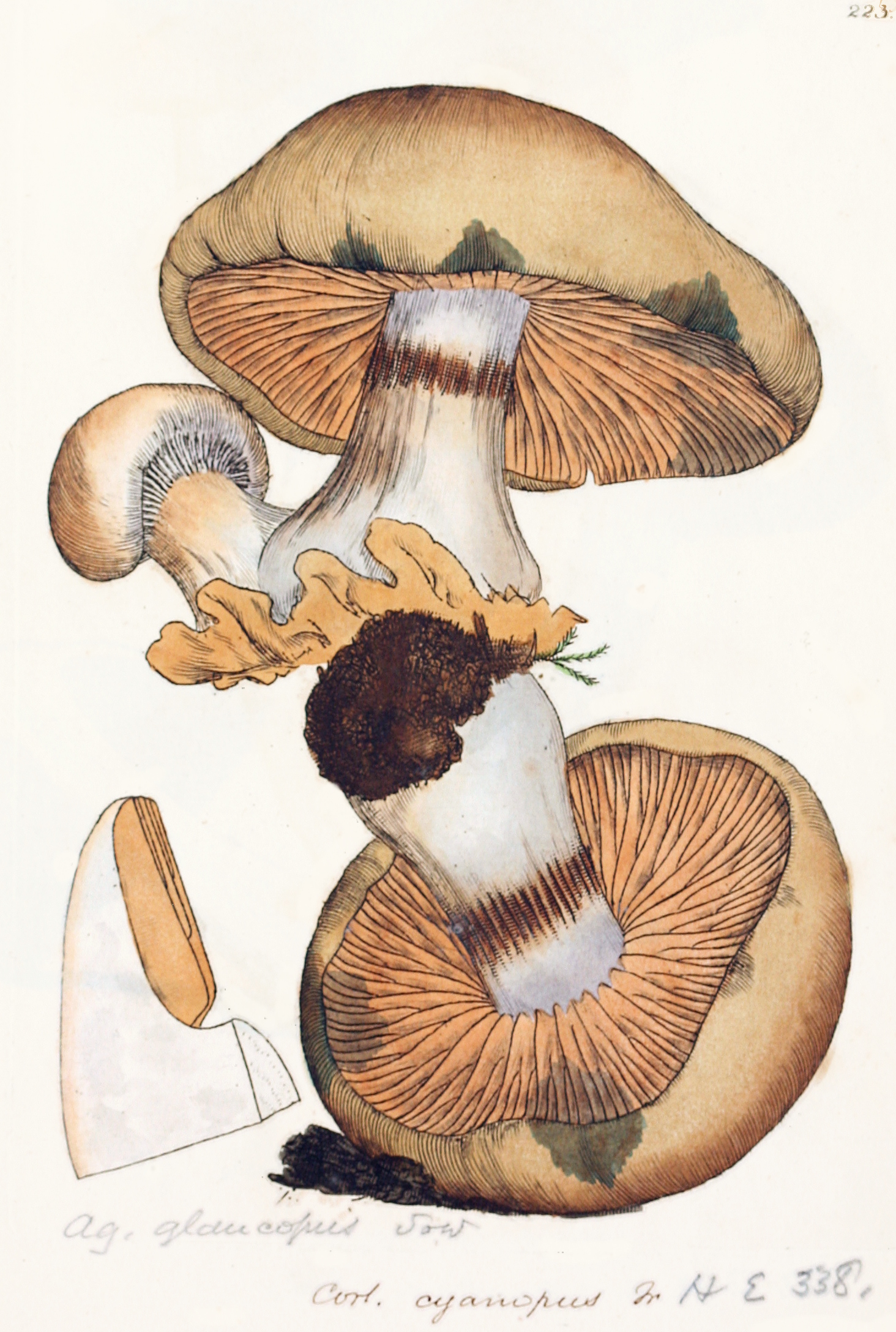